# Anastasio (antipapa)
Anastasio, llamado Anastasio el Bibliotecario, nació hacia el 810 y murió en 879. Fue antipapa en 855, enfrentado a Benedicto III. El sucesor de este, Nicolás I, nombró a Anastasio canciller pontificio, puesto que desempeñó como uno de los más brillantes redactores. Se le atribuye parte de la redacción del Liber Pontificalis.

## Biografía
Fue sobrino del obispo Arsenio de Orta, quien realizó encargos importantes como legado papal. Anastasio aprendió griego de los monjes griegos y obtuvo una educación excepcional para su época, por lo que podría haber sido el eclesiástico más sabio de Roma del siglo IX.
En 847 se convirtió en sacerdote titular de San Marcelo, y en 848 huyó de Roma y residió en varias ciudades. A causa de su huida fue excomulgado por un sínodo romano en 850, y como no regresó, fue anatematizado y destituido por otro sínodo en 853. Después de la muerte del papa León IV en 855, fue elegido como antipapa por la facción imperial, pero el papa legítimamente elegido, Benedicto III, ganó la supremacía y fue benigno con el usurpador.
Durante el pontificado del papa Nicolás I (858-67) Anastasio fue abad del monasterio de la Virgen María en el lugar más lejano del Tíber, en Trastévere, y fue empleado por el papa en varios asuntos. También estuvo activo como autor y tradujo obras griegas al latín, una de las cuales fue la biografía de San Juan Limosnero, la cual dedicó a Nicolás I. El sucesor de Nicolás, papa Adriano II (867-72) designó a Anastasio bibliotecario de la Iglesia Romana, importante cargo que le dio mucha influencia en la corte papal.
En 869 el emperador Luis II lo envió a Constantinopla, con dos hombres de alta jerarquía en el Imperio Franco, para gestionar un matrimonio entre el hijo mayor del emperador bizantino y la hija del emperador de Occidente. Cuando los enviados llegaron a Constantinopla el octavo concilio ecuménico (Cuarto Concilio ecuménico de Constantinopla) todavía estaba en sesión, y Anastasio, que asistió a la última sesión en febrero de 870, defendió celosamente la causa papal y fue de gran servicio a los legados papales. En su camino a casa los legados papales fueron asaltados, y las "actas” del concilio fueron robadas. Sin embargo, ellos habían entregado la mayoría de las declaraciones de obediencia de los obispos griegos a Anastasio, quien también tenía copia de las actas y pudo así entregar estos documentos al papa. Por orden de éste tradujo las actas al latín. 
El sucesor, papa Juan VIII (872-82), que apreciaba también a Anastasio, lo confirmó en la posición de bibliotecario, le confió asuntos importantes y lo alentó a que realizara más trabajo literario. Anastasio estaba en correspondencia con el depuesto patriarca bizantino, Focio, y buscó mediar entre el patriarca y el papa, y también suavizar la controversia sobre el Espíritu Santo asumiendo que los latinos entendían la procesión (processio) del Espíritu Santo por parte del Hijo en el sentido de transmisión (missio). 
Durante el pontificado del papa Adriano II, Anastasio se involucró en dificultades serias. En 868 un pariente cercano llamado Eleuterio secuestró a la hija del papa y poco después la mató a ella y a su madre. El asesino fue ejecutado y Anastasio, considerado como el instigador del asesinato, fue castigado con excomunión y destitución. Vivió entonces en la corte imperial y buscó por intervención del emperador que lo exculpara ante el papa. 
En agosto de 879, Zacarias de Anagni aparece como bibliotecario de la Iglesia Romana, por lo que Anastasio debe haber muerto poco antes de esa fecha.

## Trabajos
Anastasio tradujo del griego al latín las "actas" de los séptimo y octavos concilios ecuménicos, así como varias leyendas de santos y otros escritos. También compiló un trabajo histórico, Cronografía Tripartita, a partir de los escritos griegos de San Teófanes, Nicéforo y Jorge Sincelo, e hizo una colección de documentos acerca de los asuntos del papa Honorio I. Se han conservado varias cartas importantes escritas por él. Sus escritos se encuentran en P.G., XXIX; P.L., LXXIII, CXXII, CXXIX. El Liber Pontificalis que anteriormente se le atribuía, no fue escrito por él. Parece haber participado en la revisión de la Vida del papa Nicolás I.

## Exactitud histórica
El pasaje de Hincmaro de Reims en MGH: Scriptores, I, 447; dice que el bibliotecario Anastasio es el mismo presbítero romano Anastasio que anteriormente fue antipapa. Lo mismo afirma Joseph Hergenröther en Focio, II, 230-240; quien entrelaza todas las declaraciones respecto a este último en la biografía de Anastasio. Por otro lado, Langen (Geschichte der römischen Kirche, III, 270 ss.) los considera personas diferentes.